# Tanzsportgarde Coburger Mohr
Tanzsportgarde Coburger Mohr e. V. ist ein Verein, der im oberfränkischen Coburg beheimatet ist und den Gardetanz ausübt.

## Geschichte
Die Tanzsportgarde Coburger Mohr wurde 1988 in Coburg gegründet. 1999 und 2001 konnten die größten Erfolge der Königsgarde gefeierten werden, es wurde in beiden Jahren der 2. Platz bei der Deutschen Meisterschaft erreicht. Die Tanzmariechen konnten im Jahre 2009, 2010 und 2012 ihre größten Erfolge feiern, dort erreichten sie den 1. Platz bei der Deutschen Meisterschaft. 2006 veranstaltete die Tanzsportgarde die Süddeutschen Meisterschaften, allerdings nicht in Coburg, sondern aufgrund der zu kleinen Angersporthalle in Bayreuth.
Die Tanzsportgarde trat 2015 zum ersten Mal seit 18 Veranstaltungen der Prunksitzung Fastnacht in Franken nicht mehr dort auf.
Am 28. Januar 2015 durfte die Tanzsportgarde Coburger Mohr im Deutschen Kanzleramt vor Angela Merkel tanzen. Seit Mitte 2015 tritt die Tanzsportgarde Coburger Mohr regelmäßig während der Timeouts und Halbzeitpause beim Sportverein HSC 2000 Coburg auf.

## Erfolge
Die Tanzsportgarde hat in der Königsgarde und allen anderen Altersklassen viele Deutsche, Oberfränkische, Fränkische und Süddeutsche Meistertitel.
Sie ist ein häufiger Gast bei der im TV übertragenen Prunksitzung Fastnacht in Franken.

## Zusammensetzung
Die Tanzsportgarde Coburger Mohr besteht aus der Königsgarde, Juniorengarde, Jugendgarde, Nachwuchsgarde und der Purzelgarde sowie der Tanzmariechen, die in ihrer jeweiligen Altersklasse große Erfolge erringen konnten.